# Villa d'Este Circolo Golf
Villa d'Este Circolo Golf is een Italiaanse golfclub bij Milaan.
In 1925 besluit de eigenaar van Grand Hotel Villa d'Este di Cernobbio dat er een golfbaan in de buurt van het hotel moet komen om meer toeristen te trekken. Een commissie, bastaande uit Lord Alberto Bellinzaghi Locatelli, Amerigo Ponti en Guglielmo D'Ombrè krijgen opdracht een geschikt terrein te zoeken. Dit vinden zij in de heuvels onderaan de Alpen, met uitzicht over het Montorfanomeer. De Engelse golfbaanarchitect Peter Gannon krijgt vervolgens opdracht het ontwerp te maken en twee jaar later is de club opgericht en de baan bespeelbaar.

## Gastenboek
Bladerend door het gastenboek valt op hoeveel beroemde gasten de club heeft gehad. Koning Leopold III van België en prinses Lilian met hun zoon Boudewijn, koning Eduard VIII van Engeland, koning Alfons XIII van Spanje en koning Constantijn I van Griekenland; maar ook mensen zoals Clark Gable en Bing Crosby.
In de annalen van de club komen ook beroemde namen voor van professionals die er les hebben gegeven, zoals Giovanni Locatelli, Pietro Manca, Ugo, Liciano en Carlo Grappasonni, Alfonso Angelini en Aldo Casera. Nu wordt er o.a. les gegeven door Pietro Molteni, die vroeger het International Broekpolder Golf Tournament op Golfclub Broekpolder speelde.

## Italiaans Amateur
Op de Villa d'Este werd in 1932 het eerste Italiaans amateurkampioenschap voor heren gespeeld. In de finale werd de Italiaan Crivelli met 8 & 7 verslagen door de Engelsman Dewirl.
In 1937 kwam het toernooi weer naar Villa d'Este. De finale werd ditmaal gewonnen door een Italiaan, Luzzato, die Hamilton met 6 & 5 versloeg. 

Na de Tweede Wereldoorlog was Villa d'Este gedurende 17 jaar weer gastheer van het toernooi. Ook was de club 39x gastheer van het Italiaans Amateur voor dames sinds 1934. Twaalfmaal werd dit gewonnen door de Italiaanse Isa Bevione Goldschmidt, de beste Italiaanse speelster ooit.
Op 7 december 1990 brandt het clubhuis af, enkele dagen nadat Roberto Tronchetti Provera als nieuwe president van de club is aangetreden.

## Baanrecord
De Zwitser Martin Rominger is de eerste speler die de baan in 63 slagen speelde. Het eerdere record van 64 werd in 1981 door J. Stordy bereikt, en sindsdien door enkele pro's en amateurs geëvenaard. In 2006 heeft de amateur J. Morrison een ronde van 62 gemaakt.